# Граур, Иван Филиппович
Иван Филиппович Граур (1 января 1928 — 6 августа 2014, Москва) — начальник Всесоюзного промышленного объединения горнорудных предприятий «Союзрудa», Герой Социалистического Труда.

## Биография
Иван Филиппович родился в посёлке Адамовка Адамовского района Оренбургской области. Украинец.
Трудовую деятельность начал в 1943 году горным рабочим на прииске «Кумак» треста «Чкаловзолото» Оренбургской области. В 1950 году окончил индустриальный техникум в городе Орск. После выпуска по направлению уехал в город Кривой Рог. До 1954 года работал на шахте «Коммунар» рудоуправления имени Ф. Э. Дзержинского, был горным мастером, начальником участка, заведующим буровзрывными работами.
В 1957 году окончил Криворожский горнорудный институт по специальности «Горный инженер по разработке месторождений полезных ископаемых». Был направлен в город Кустанай на должность старшего инженера производственно-технического отдела Кустанайского совнархоза.
В 1959 году был переведён на работу в Соколовско-Сарбайский горно-обогатительный комбинат в городе Рудный Кустанайской области – крупнейшее в Казахстане предприятие по добыче и обогащению железных руд. Прошёл путь от начальника производственного отдела до главного инженера. В октябре 1972 года был назначен директором комбината. Внёс большой вклад в строительство, досрочный ввод и освоение мощностей комбината. Под его руководством и непосредственным участием впервые в СССР освоено производство железорудных окатышей. Он был инициатором реконструкции схемы Сарбайского карьера и фабрики глубокого обогащения, что позволило получить прирост мощностей по сырой руде на 3 млн т/год и повысить содержание железа в концентрате на 1,1%. Им были предложены принципиально новые инженерные решения отработки глубоких карьеров, получившие применение при проектировании горных предприятий.
В декабре 1975 года Иван Граур был переведён в Москву и, как опытный руководитель, назначен начальником Всесоюзного промышленного объединения горнорудных предприятий «Союзруда» Министерства чёрной металлургии СССР. Под его руководством успешно осуществлялось развитие и техническое совершенствование сырьевой базы чёрной металлургии. За период с 1976 по 1986 годы введены в установленные сроки все плановые мощности горно-обогатительных комбинатов Михайловского, Лебединского и Стойленского, Костомукшского в Карелии. Также была осуществлена реконструкция и техническое перевооружение Оленегорского, Качканарского, Коршуновского и Соколовско-Сарбайского горно-обогатительных комбинатов. Работал в объединении до выхода на пенсию.
Жил в Москве. Умер 6 августа 2014 года. Похоронен на Старо-Богородском кладбище Москвы.

## Награды
Указом Президиума Верховного Совета СССР от 29 апреля 1986 года за выдающиеся производственные достижения в выполнении заданий одиннадцатой пятилетки и социалистических обязательств, большой личный вклад в увеличении выпуска качественной металлопродукции и проявленную трудовую доблесть Грауру Ивану Филипповичу присвоено звание Героя Социалистического Труда с вручением ордена Ленина и золотой медали «Серп и Молот».
Награждён двумя орденами Ленина, орденами Октябрьской Революции, Трудового Красного Знамени, знаками «Шахтёрская слава» 3-х степеней, «Заслуженный горняк Казахской ССР», медалями. Лауреат государственной премии СССР.